# Antonietta Capelli
Antonietta Capelli  o Cappelli (Milano, 23 settembre 1896 – Treia, 13 luglio 1974) è stata una psichiatra e mistica italiana, che fondò due istituti religiosi: Istituto San Giovanni Battista per le donne e la Congregazione di San Giovanni Battista Precursore per sacerdoti.

## Contesto storico
Il periodo storico nel quale è vissuta Antonietta Capelli - e non in località marginali - è notoriamente caratterizzato da rapidi progressi scientifici e tecnologici, con vorticose e profonde trasformazioni sociali difficili da gestire e spesso mal gestite.
Tre grandi eventi segnano questa epoca agitata: le due Guerre Mondiali - con gli egoismi e le folli ideologie che le hanno ispirate - alternate a guerre civili e atroci persecuzioni, seguite dalla "guerra fredda" tra il blocco sovietico e l'occidente e poi il Concilio Vaticano II che, nel tentativo di non perdere i contatti col mondo, ha messo anche a nudo problemi e difficoltà nella Chiesa. Ma Antonietta Capelli non si è lasciata scoraggiare da tale contesto poco favorevole a iniziative di interesse religioso (e tanto meno da parte di una donna che ha avuto accesso al voto a cinquant’anni!). Anzi, lei ha persino saputo trarne profitto, cogliendo lucidamente le urgenze ed intervenendo con sicura e saggia riservatezza, fino a fare breccia anche in cuori apparentemente refrattari o apertamente ostili alla sua fede, puntando sulla fiducia nella ragione e nel soccorso della grazia.
Il rispetto suscitato dalla sua personalità carismatica, prudente ma al tempo stesso schietta e cordiale perché sinceramente rispettosa verso tutti, le ha permesso di muoversi ad ogni livello senza dare nell'occhio per non compromettere le sue iniziative che silenziosamente cercavano e riconducevano individualmente i “lontani” alla gioia e alla pace della fede vissuta. Nonostante la frequentazione di scienziati, imprenditori, politici, militari, artisti, sportivi oltre a quattro Papi, l’essere riuscita a passare quasi inosservata dai mass-media nella fase del loro euforico sviluppo, svela un segreto della sua fecondità apostolica e la sua “unica finalità”. Il suo emergere nelle biografie di numerosi personaggi, conferma il significativo apporto benefico da lei lasciato alla sua epoca.

## Biografia
Antonietta nasce a Milano il 23 settembre 1896, seconda di due figlie. Il voto esaudito del padre, Adriano, che aveva offerto la fragile neonata alla Madonna come candidata operaia nella Vigna del Signore, ha presto sviluppato le basi del futuro servizio a Dio.
Fin da bambina, la viva preoccupazione per la sorte eterna dei “lontani”, ai quali ha presto deciso di dedicare tutta la sua vita, ha impegnato il suo vivace zelo apostolico nell’ambiente domestico e scolastico, facendo leva su una spiccata capacità di coinvolgimento. Con la sua solidarietà verso ogni creatura, che le faceva esigere il rispetto delle leggi che regolano l’armonia dell’universo, spaziava verso un amore cosmico.
Intanto, la visione più ampia delle realtà che condizionano il mondo, maturata attraverso sofferte esperienze di una precoce ascesi gravata da prolungate vessazioni diaboliche, ha trovato nella vocazione del Venerdì Santo - 25 marzo 1910 - la conferma e un deciso orientamento verso la futura missione: quella “vasta opera di salvezza” preannunciatale dal Crocifisso che - con sua meraviglia - l’ha destinata a parlare molto di Lui orientava le sue scelte quotidiane come le grandi opzioni.
Con matura autonomia sapeva abbinare il voto di castità e lo studio della medicina, gli approfondimenti della teologia e quelli della emergente scienza psichiatrica per una più completa conoscenza dell’uomo da aiutare. Intanto, esperienze apostoliche individuali e associazionistiche l’hanno preparata alle Fondazioni e alla gestione di distinte Opere aperte a tutte le categorie sociali, ad ogni livello, senza discriminazioni ideologiche o religiose e nel lungimirante esercizio di un corretto dialogo.
Un ricco corredo di carismi e gli immediati riconoscimenti pontifici l’hanno favorita delle più qualificate collaborazioni ecclesiali, aprendole l’accesso ai problemi del clero e facendole anticipare oculate istanze pastorali emerse nel Concilio Ecumenico Vaticano II. Tutto ciò, ovviamente, non le ha risparmiato le immancabili croci, da lei accettate ed amate - come già fin da bambina - con silenziosa e dignitosa virilità.
Muore a Passo di Treia il 13 luglio 1974.

## Carisma e opere
Le fondamenta umane e spirituali che sosterranno l’impegno interiore ed apostolico di Antonietta Capelli abbracciano trentuno anni: dalla sua nascita, con il voto del padre alle prime vive preoccupazioni per i “lontani” e alle propensioni missionarie consolidate da intense esperienze ascetiche e mistiche che maturano la vocazione a 13 anni.
Segue l’attesa operosa della missione, col voto perpetuo di castità e la scelta degli studi di medicina e psichiatria per una conoscenza integrale dell’umanità che già avvicina con intenso apostolato individuale e associazionistico (conferenze per promuovere l’Azione Cattolica).
Nel 1920, svolta nel carisma giovanneo all’avvio dell’Unione di S. Giovanni Battista con il progressivo impegno per promuovere la cultura religiosa in ogni classe sociale, dagli operai (coadiuvata dall’arcivescovo Guido Maria Conforti) fino ai dirigenti della Nazione (sostenuta da Pio XI), mentre matura il discernimento che prepara il suo abbandono della ben avviata professione medica, in vista dell’esclusiva dedizione alla diffusione della Parola di Dio.
Progettazione, approvazione ecclesiale ai massimi livelli e attuazione delle singole Opere secondo le urgenze dei tempi ritmano lo sviluppo del pensiero e l’attività organizzativa e formativa di oltre quaranta anni, a partire dalla fondazione dell’Istituto Femminile di San Giovanni Battista (1927), che ne condividerà scopi e fatiche apostoliche sia verso i laici (evangelizzazione, sacramenti e promozione umana alla classe operaia, convegni di cultura religiosa per ogni categoria fino ai massimi livelli sociali) sia verso il clero (corsi di aggiornamento) per una formazione permanente che anticipa di vari decenni le istanze conciliari.
Presto, in seguito a ripetuti riconoscimenti pontifici per la notevole fecondità apostolica, l’Istituto raggiunge il Decretum Laudis (Motu proprio del Venerabile Pio XII nel 1942) cui segue la nomina del cardinal Giuseppe Siri (1955) che diventa Protettore dopo essere stato a lungo conferenziere, come Giacomo Lercaro e altri ascesi ai più alti livelli della gerarchia.
A iniziative legate anche ai vari eventi bellici, oltre a una capillare dedizione ad un benefico dialogo ecumenico, seguono le riflessioni sul problema del mondo che preparano - dal 1950 - l’impegno a tutto campo per il soccorso e la riabilitazione dei Sacerdoti dispersi, e poi anche l’accoglienza e assistenza alle vocazioni adulte delle diocesi, per aiutarle a superare i frequenti handicap culturali che compromettono l'accesso al sacerdozio (di tale opera beneficeranno vari Servi di Dio); i vari esposti alla Santa Sede in chiave riabilitativa o preventiva maturano il suo progetto di fondazione a sostegno della santità del clero che dà vita alla Congregazione Sacerdotale di San Giovanni Battista Precursore (eccezionale “erezione pontificia” di S. Giovanni XXIII nel 1959) cui seguono le missioni dei due rami giovannei in terre abbandonate del Brasile.
Mentre prepara e fa scendere in campo missionarie e missionari (1962), la fondatrice vive i dieci anni di prevalente dedizione alla formazione del ramo sacerdotale che coincidono con il Concilio Ecumenico Vaticano II e con ciò che l’ha preparato, accompagnato e seguito in quegli anni sfociati nelle conseguenze sociali ed ecclesiali del ben noto 1968. È il periodo più sofferto dalla fondatrice per la difficoltà di concordare con il Cardinal Arcadio María Larraona Saralegui (primo direttore) una chiara formulazione legislativa che non illanguidisse le forti esigenze del carisma specifico.
A restrizioni ricevute da Roma circa l’apostolato al clero disperso e all’improvviso distacco per l’autonomia dei suoi religiosi, seguono – con il progressivo deterioramento della salute – la rinuncia al governo dell’Istituto femminile (1972) durante gli ultimi cinque anni di silenziosa preghiera nella sofferenza, fino alla morte preceduta dalla benedizione di papa Paolo VI. Cui segue - favorita dalla crescente fama di santità che emerge anche dalle testimonianze di superiori, collaboratori, benefattori, o beneficiati giunti o avviati agli onori degli altari - la cura della doppia famiglia religiosa per la valorizzazione del suo patrimonio spirituale con il recupero e la purificazione della memoria storica.

## La doppia famiglia religiosa giovannea
Antonietta Capelli non è certo l’unica donna ad aver dato vita a una famiglia religiosa. Ma è tra le rare donne che hanno fondato anche un istituto maschile. Di solito, poi, le fondatrici sono state affiancate da ecclesiastici di valore che hanno orientato la loro vocazione, spianato la strada, aiutato nella formulazione della legislazione, sorretto nelle difficoltà - almeno in parte, specialmente in quelle iniziali - e nei frequenti ostacoli dell’iter, spesso molto lungo e sofferto, che porta alla necessaria approvazione in una o più diocesi (istituti di “diritto diocesano”) o per tutta la Chiesa (“diritto pontificio”).
Niente di tutto ciò per Antonietta Capelli, i cui progetti sono sgorgati dalla sua esperienza interiore e apostolica raggiungendo i massimi riconoscimenti in tempi record: l’Istituto femminile di San Giovanni Battista è stato privilegiato da Pio XI che ha approvato il suo Regolamento atipico per motu-proprio, e ha ricevuto il “Decretum Laudis” per iniziativa di Pio XII, che l’ha reso di diritto pontificio dopo pochi anni di vita. Questo istituto ha il compito di sostenere lo sviluppo delle diverse opere per i laici e per il clero avviate dalla dottoressa prima della fondazione religiosa oppure dopo.
Ancora più eccezionale la procedura - forse unica nella storia - con cui la Congregazione Sacerdotale San Giovanni Battista Precursore ha preso vita direttamente per decisione del Papa: conosciuto il progetto - garantito dalla credibilità della dottoressa e dalla presenza dell’Istituto femminile a sostegno, Giovanni XXIII ha voluto agevolare la fondazione con il massimo privilegio e quando ancora esisteva solo un piccolo gruppo di candidati. L’istituto è nato come sostegno al clero diocesano, per la difesa e la santificazione del clero. I due rami sono indipendenti ma possono collaborare attingendo alla stessa spiritualità.

### Fondazione femminile: Istituto San Giovanni Battista
La consacrazione di sé a Dio per una vita totalmente condotta al servizio della sua volontà è stata, fin da bambina, la meta irrinunciabile di Antonietta. Ma la lunga notte del discernimento - dai 13 ai 31 anni - non è servita solo ad individuare la modalità della sua consacrazione religiosa: mentre studiava medicina, si è arricchita pure di nozioni teologiche ed esperienze apostoliche che l’hanno preparata ai futuri impegni, in cui avrebbe coinvolto altre vite che condivideranno le fatiche di distinte opere.
Sulle possibilità di entrare in altri Istituti ha prevalso l’ispirazione a fondare una nuova famiglia religiosa - preconizzatale da Pio XI nel 1925 - con il carisma di ricercare, attirare e accompagnare le anime al Salvatore, sulla linea del Precursore. Tale fondazione ha avuto una fase preparatoria nell’Unione di San Giovanni Battista, subito approvata dal santo vescovo di Parma, Guido Maria Conforti, convinto collaboratore e protettore delle varie iniziative di Antonietta, condotte con le prime compagne per avvicinare la classe operaia, o da sola fino agli arditi Convegni di Cultura religiosa per i dirigenti maggiori della Nazione, caldeggiati da Pio XI.
A quella documentata fecondità apostolica segue - lasciata la ben avviata professione medica - la vera e propria fondazione religiosa che la vedrà organizzatrice ed educatrice forte e materna per formare a una vita di servizio generoso quanto nascosto, con un obiettivo senza alternative: “o le anime o la morte”. Alle sue seguaci - testimoni di miracoli della Provvidenza - ha profuso le ricchezze della sua genuina spiritualità giovannea, con i metodi delle distinte Opere per i laici o per il clero che hanno impegnato con lei la vita nelle varie Case ricevute in dono: grandi ville destinate ad ospitare gli invitati, uomini o donne di qualsiasi corrente di pensiero o appartenenza religiosa.
Prima del “Decretum Laudis” (1942) la fondazione si è completata con la sezione “Oblate nel dolore” per valorizzare la sofferenza offerta di candidate alla vita religiosa prive della salute necessaria allo specifico apostolato dell’Istituto.

### Fondazione sacerdotale: Congregazione di San Giovanni Battista Precursore
L’idea è nata gradualmente da alcune esigenze forti: la necessità costante sia di conferenzieri idonei ai Convegni di Cultura Religiosa (preparati e capaci di dialogare anche con i non credenti), sia di sacerdoti assistenti nelle varie problematiche del clero disperso (deviati, malati, carcerati, ecc.) sia in funzione preventiva, per assicurare al clero diocesano - spesso troppo solo nell’intensa attività pastorale - la presenza amica di comunità attente alle esigenze della santità sacerdotale.
Tale progetto di una specifica fondazione religiosa, avallato da Pio XII verso i Dicasteri competenti, è poi approdato a Giovanni XXIII, deciso ad agevolarne al massimo la difficile attuazione attraverso l'erezione pontificia della congregazione rendendola “di diritto pontificio” fin dalla nascita. Tale privilegiata procedura non poteva garantire anche il riferimento ad un cospicuo periodo di collaudo, ma puntava, evidentemente, sulla validità del progetto e sulla solida esperienza organizzativa e formativa di chi l’aveva formulato.
La nomina del cardinal Larraona a primo direttore (su richiesta della stessa fondatrice) ha però trovato progressivi motivi di contrasto nella formulazione legislativa proposta, che sottintendeva una diversa interpretazione e attuazione del carisma; le esigenti disposizioni formulate dalla fondatrice con le sue istruzioni - in vista di opere tanto impegnative e delicate - non erano gradite a tutti. Sarà questo vero "caso di coscienza", non risolto, a determinare il disagio tra Capelli e Larraona, fino al distacco per l’autonomia del ramo sacerdotale.
Il tentativo di qualcuno di privare l’Istituto perfino dei voti religiosi, veniva però respinto dal cardinale, che ribadiva con forza la soprannaturalità dell’approvazione e riconosceva alla dottoressa il carisma di fondazione. Il gran numero di defezioni sacerdotali e religiose che hanno funestato (dal 1968 in poi) quasi tutta la Chiesa, hanno confermato l’attualità e l'urgenza del carisma della Congregazione, chiamata a offrire fedelmente l’arduo servizio promesso, per il quale era stata tanto privilegiata.

## Opere per i laici
Mentre i grandi movimenti politici (socialismo e fascismo) puntavano all’adesione delle masse, e - specialmente dopo la prima guerra mondiale - rientrava in questa logica la stessa mobilitazione dell’associazionismo cattolico, rivolto prevalentemente alla formazione e organizzazione degli aderenti alla Chiesa e ufficialmente schierato anche in manifestazioni di grande visibilità, Antonietta Capelli - senza disdegnare il suo impegno per promuovere la fondazione di circoli dell’Azione Cattolica - si orientava con uno specifico carisma che puntava direttamente all’incontro con i singoli.
La ricerca individuale dei “lontani”, si differenziava dall’apostolato associazionistico sia per la difficoltà di avvicinare i destinatari, sia per la estrema riservatezza necessaria a non compromettere un lavoro di penetrazione in ambienti dichiaratamente ostili alla Chiesa, spesso pericolosi. L’attesa “missione” di Antonietta, che non tarderà a coinvolgere seguaci da lei esigentemente selezionate, svilupperà la stessa spiritualità in modalità differenziate per le varie opere: Evangelizzazione e Sacramenti con opportuni interventi di promozione umana; Convegni di cultura religiosa rivolti soprattutto agli intellettuali, ma poi allargata anche a tutte le categorie; Missioni estere, ultima opera avviata nella prospettiva di estendere alle terre lontane le varie Opere opportunamente adattate anche alle situazioni più difficili.

### Evangelizzazione, sacramenti e promozione umana
Con la fondazione della Unione di S. Giovanni Battista, si avvia - in sinergia con il vescovo Conforti - l’apostolato sistematico per la ricerca individuale dei lontani, a cominciare dalla classe operaia, per poi allargarsi ad altre categorie sociali più acculturate, per le quali si organizzano conferenze in Episcopio o all’Università. Non può che stupire la fecondità apostolica della strategia di preghiera e ricerca effettuata nei quartieri caldi della città, in tempi di forte anticlericalismo e tensioni da vera guerra civile: ogni anno si registrano circa 200 conversioni, con accesso ai Sacramenti e regolarizzazioni di matrimoni, ai quali attendeva puntualmente lo stesso Vescovo, al sabato mattina, nella cappella dell’episcopio, con indicibile consolazione, specie in momenti di tanto delicati equilibri sociali per i gravi disagi economici che favorivano le istanze dei sindacalisti rivoluzionari.
Dopo la fondazione dell’Istituto, l’apostolato operaio, si è sviluppato anche a Genova, con la collaborazione del cardinal Carlo Dalmazio Minoretti, e in altre sedi stabili o temporanee. Spesso erano pure necessari soccorsi d’emergenza di vario genere o ulteriori iniziative di promozione umana. Inquadrabili tra questi interventi anche gli aiuti vitali, in tempo di guerra, offrendo rifugio a ricercati per motivi politici; così pure l’accoglienza di giovanette povere a Palazzo Balbi in Campomorone, per studi e formazione, o altri singoli casi di ragazze accolte in comunità per assicurare loro il presente e un futuro.

### Convegni di cultura religiosa
Per lei era impossibile trascurare, nei programmi pastorali, i Dirigenti maggiori della Nazione, cioè i potenziali “moltiplicatori di bene” per tutti. Illuminazioni abbinate ad esperienze della laureanda Antonietta in ambiente medico hanno evidenziato la necessità di offrire anche agli intellettuali più esigenti occasioni di incontro con la fede; luci ricevute hanno orientato pure l’adozione di modalità adeguate: invitarne individualmente un numero ristretto in un ambiente accogliente e silenzioso, ma non evidentemente religioso (una villa) per un cospicuo numero di giorni e offrire loro i conferenzieri più dotti e spirituali dando modo di confrontarsi con le verità essenziali attraverso le risposte offerte dalla religione cattolica presentata nella sua profonda ricchezza. Progetto tanto arduo da stupire persino Conforti, fondatore di Missioni in Cina, il quale però prega e subito approva la giovane organizzatrice.
Le difficoltà di realizzazione sembrano insormontabili: oltre alla villa, occorrono conferenzieri qualificati e liberi da impegni per tanti giorni, disposti ad affrontare uditori non credenti e spesso agguerriti. Padre Agostino Gemelli O.F.M., interpellato e perplesso, ne parla a Pio XI che invece approva immediatamente l’iniziativa e la avoca a sé, ricevendo subito Antonietta dopo i primi Convegni ospitati dal benefattore Conte Lombardo. Relazioni scritte di Antonietta documentano al Papa la fecondità dell’Opera dei Convegni che ottiene le massime approvazioni e udienze pontificie ai partecipanti, molti dei quali trovano la via della vita cristiana.

### Missioni e ecumenismo
Il carisma eminentemente missionario di Antonietta Capelli - sebbene lei non abbia potuto recarsi nelle sue missioni - ha avuto origini pre-adolescenziali (quando neppure sapeva dell’esistenza di “missionari”) attraverso la “visione intellettuale d’un vasto mondo desolato” evocata nell’autobiografia.
Vari gli approcci con la Spagna: prima con soccorsi offerti al clero perseguitato nella Guerra civile, e dopo - invitata da vescovi - per esportarvi l’Opera dei convegni. Altri progetti, rimasti tali, riguardavano le colonie italiane in Africa.
Ma le vere missioni (in Brasile, in terre evitate da altri istituti) dovevano attendere l’appello di Giovanni XXIII per l’America Latina. La preparazione e partenza delle prime missionarie e missionari segna un tentativo di interazione dei due rami, parzialmente riuscito, ma che ha offerto servizi molto apprezzati da Pastori e popolazione.
Quanto all’impegno ecumenico di Antonietta - sottolineato dal vescovo Ersilio Tonini nell’omelia funebre - non è individuabile in una vera e propria Opera ma è documentato, fin da giovane, dai numerosi e prolungati contatti individuali con credenti di altre confessioni religiose, approdati alla fede cattolica attraverso di lei.
Se è vero che il suo ecumenismo rispecchia la linea tracciata dai Pontefici del tempo (è suo, il progetto di un'iniziativa concordata con Pio XI per contrastare la propaganda protestante) è però evidente l’apporto specifico offerto attraverso Convegni per stranieri - di qualsiasi religione - e la sua premura di ottenere semplificazioni all'esigente prassi prevista (abiure, giuramenti, ecc.) per il passaggio alla Chiesa Cattolica.

## Opere per il clero
Non era certo facile, agli inizi del 1900 - nonostante l’aperta sollecitazione di papa Benedetto XV all’apostolato femminile anche oltre le pareti domestiche - immaginare la possibilità di un impegno femminile nella formazione del clero, o addirittura a un suo apporto specifico alla vita spirituale e pastorale dei vescovi. Benché nella storia della Chiesa non manchino precedenti in tal senso, bisognerà oltrepassare il Vaticano II per i primi riconoscimenti a donne tra i “dottori della Chiesa”. Ma le urgenze hanno accelerato i tempi.
Tra le diverse donne che hanno firmato il XX secolo, il nome di Antonietta Capelli emergerà specialmente per il suo apporto allo studio dei problemi del clero ed ai rimedi da lei offerti, sia in teoria che in pratica, alla loro soluzione attraverso efficienti Opere approvate e benedette ai massimi livelli: sia in fase preventiva, con i corsi di aggiornamento del clero per una formazione permanente; sia in fase curativa, con l’assistenza al clero bisognoso, specialmente per il recupero dei dispersi, in vista della loro riabilitazione totale o almeno parziale; sia in fase promozionale - in sostegno alle Diocesi ancora non organizzate per questa “novità dello Spirito” - con l’accoglienza delle vocazioni adulte, per il discernimento e l’accompagnamento culturale e spirituale di quanti erano impossibilitati a realizzare la loro vocazione.

### Corsi aggiornamento clero
Ciò che Antonietta andava considerando da tempo e che Conforti caldeggiava per incrementare la formazione del clero, ha ricevuto decisivo impulso da una locuzione che l’ha invitata a fare anche per i sacerdoti ciò che faceva per i laici. L’iniziale perplessità della Curia genovese di fronte a un'iniziativa femminile per sacerdoti, e la contrarietà del conte Lombardo (per sfiducia nel clero) non ha intaccato la convinta adesione di Parma, prima col vescovo Conforti, poi con Evasio Colli. E lì, nel 1934, si sono avviati i Corsi per il Clero, estesi anche ad altre sedi, con approvazione e lode dai Dicasteri vaticani.
Anticipando di trent’anni le direttive del Concilio, l’aggiornamento culturale e spirituale offerto al Clero ha rinvigorito tante anime sacerdotali e così ha beneficiato diocesi e famiglie religiose, suggerendo iniziative analoghe in tutta la Chiesa. Oltre a ciò tale opera, implicando l’adesione dei vescovi o superiori religiosi che dovevano autorizzarne la partecipazione dei loro sacerdoti, ha allargato le occasioni di contatto con i singoli esponenti della gerarchia e ha favorito le loro richieste di consulenze su ulteriori problemi. Ne è nato un patrimonio di consigli scaturiti da osservazioni e analisi sfociati in interventi d’urgenza o in specifiche opere stabili, a suffragio dei principali problemi. Né è da sottovalutare l’apporto diretto a sostegno degli impegni pastorali e persino alla vita spirituale della stessa gerarchia: eminenti rappresentanti hanno attestato benefici ricevuti personalmente.

### Assistenza clero bisognoso
Motivando la svolta di dedizione prevalente ai problemi del Clero - dal 1950 - l’autobiografia evoca quando, tutta impegnata nell’intercedere per i lontani, l’adolescente Antonietta ha dovuto prendere coscienza che “lontani” potevano essere persino i sacerdoti, cioè i vicini a Gesù, ma in rischio di non essergli fedeli. L’epifania del carisma per soccorrerli è nel riuscito recupero del suo primo Direttore spirituale, e la conferma è nei riconoscimenti e incarichi ricevuti.
Dopo il santo vescovo Conforti e poi il vescovo Ferdinando Longinotti, Pio XII - interpellato sulla svolta decisiva - ha non solo approvato ma perfino sollecitato un impegno esteso ai casi più difficili. L’intensa attività per i dispersi era stata seguita dal Sant'Uffizio attraverso Mons. Dino Luigi Romoli che presenziava i suoi incontri con santi sacerdoti come Don Calabria e Padre Mario Venturini. Dalle fonti, risultano consultazioni con S. Pio da Pietrelcina e con la B. Madre Speranza. Preziosa anche la qualificata mediazione del Cardinale Giuseppe Siri presso i Dicasteri romani.
Grave il problema dell’assistenza spirituale a tali casi, sempre complessi da gestire: significativa la convinta collaborazione del rosminiano P. Clemente Rebora in questo ruolo. Da tali esperienze sono scaturiti esposti e relazioni, nonché iniziative adatte alle esigenze anche psicologiche degli assistiti (ad esempio una fabbrica di fisarmoniche, per occuparli e remunerarli dignitosamente). Quanto a Paolo VI, che da arcivescovo di Milano l’aveva più volte sollecitata ad aprirvi una sede, l’ha convocata per la Sacerdotalis Caelibatus (1967), caldeggiandone l’Opera.

### Accoglienza vocazioni adulte
Se la partecipazione ai Convegni e particolari iniziative di promozione vocazionale hanno fruttato, fin dagli inizi, la gioia di veder sbocciare vocazioni al sacerdozio, di età adulta, il crescente contatto con Vescovi ha poi reso sempre più evidente questa novità dello Spirito. Ma, specialmente nei primi anni, le diocesi erano impreparate a superare i due principali ostacoli: la necessità di collocare i candidati in un ambiente idoneo ad un prudente discernimento della loro vocazione e, al tempo stesso, l’indispensabilità di colmare l’inadeguato livello culturale che impediva alla maggior parte di accedere ai corsi universitari filosofici e teologici.
Essendo impossibile e inopportuno cercare di soddisfare queste due esigenze inserendoli nei tradizionali seminari maggiori o minori, si richiedevano strutture di non facile e immediata organizzazione, per uno o pochi candidati e in vista di risultati non prevedibili. Provvidenziale, quindi, l’iniziativa di offrire una sede raccolta e con un'efficiente équipe di insegnanti, messa in campo per un intenso recupero di cultura calibrato “ad personam” oltre che per la formazione nel discernimento. E non solo: la difficoltà di apprendimento da parte di adulti non abituati a studiare richiedeva anche un sostegno di fronte ai non improbabili scoraggiamenti. Così testimonierà il Servo di Dio don Enzo Boschetti che riceveva dalle forti motivazioni della dottoressa nuove energie vitali. Grazie a questi molteplici sostegni, un'ottantina di candidati hanno potuto avvicinarsi al presbiterato.

## Autobiografia e biografia
La biografia inedita di Antonietta Capelli scritta da Angela Lagostena - autorevole testimone succedutale nella direzione dell’Istituto- ripete il titolo dell’autobiografia.
Nella “Storia di un grande amore” della prima biografa, l’integrazione indispensabile all’omonimo racconto interrotto dalla protagonista verso il 1968, nella fase decisiva per il collaudo della “vasta opera di salvezza” che dice che le fu preannunciata dal Crocifisso nel Venerdì Santo del 1910.